# Dagobah
Dagobah er et solsystem og en planet i Star Wars-universet. Man kender kun til denne ene planet i systemet, og ligger mere end 50.000 lysår fra galaksens kerne. Derfor var det også et passende sted for Yoda at flygte til. Han er ligeledes også den eneste kendte beboer på Dagobah. Yoda bliver dog opsøgt af Luke Skywalker i The Empire Strikes Back.
Overfladen af planeten Dagobah, er sump, med ca. 8% vand.
På Dagobah er der mest af den lyse side, men der er en grotte på planeten hvor den mørke side er meget stærk. det er der hvor Luke bliver sendt ind i episode 5.
I spillet star wars the force unleashed 2, tager Galen Marek eller som han hedder som sith lærling Starkiller også til planeten, for at finde sig selv, efter at være blevet forrådt af sin mester Darth Vader.
| Star Wars | Spire Denne Star Wars-artikel er en spire som bør udbygges. Du er velkommen til at hjælpe Wikipedia ved at udvide den. |